# Лященко Євген Анатолійович
Євген Анатолійович Лященко (нар. 28 липня 1974, Харків, УРСР) — голова правління АТ «Укрзалізниця» з 21 березня 2023 року. До Укрзалізниці був директором Медіа Група Україна, радником у [[Starlight Media].

## Життєпис

### Освіта
Закінчив Харківський університет за спеціальністю «Економічна кібернетика».

### Трудова діяльність
Консультант з менеджменту в Commerzbank Consortium, регіональний менеджер з продажів Coca-Cola HBC, консультант у TNK-BP, фінансовий директор в АОЗТ з іноземними інвестиціями «Слобожанська будівельна кераміка», London & Regional Properties, Corum Group, фінансовий директор та виконавчий директор ПІІ «Папастратос Україна».
З 2012 року обіймав посаду директора «Медіа Група Україна».
З 1 липня 2014 року до 2019 року був головою медіахолдингу «Starlight Media».
З жовтня 2019 року член правління АТ «Укрзалізниця». Відповідав за фінансові питання. Одночасно був радником віцепрем'єр-міністра, міністра цифрової трансформації України та міністра інфраструктури України.
21 березня 2023 року розпорядженням Кабінету міністрів України призначений Головою правління АТ «Укрзалізниця».
30 травня 2023 року Детективи Національного антикорупційного бюро провели обшуки в службовому кабінеті Євгена Лященка.